# Алпинистички одсек Београда
Алпинистички одсек Београда (АОБ) је алпинистички клуб из Београда. Основан 1950. године, представља најстарији и један од најактивнијих алпинистичких клубова у Србији. Као матична организација за развој алпинизма у Београду, одсек је деценијама централно место за окупљање, обуку и усавршавање генерација алпиниста. Одсек је део Планинарског савеза Београда и Планинарског савеза Србије.

## Историјат
Алпинистички одсек је основан 1950. године у оквиру тадашњег Планинарског друштва „Београд”. За првог начелника изабран је др Растко Стојановић, ентузијаста и визионар који је водио одсек све до своје трагичне смрти у саобраћајној несрећи 1972. године. У његову част, одсек данас носи званичан назив Алпинистички одсек „Др Растко Стојановић“ Београд.
Од свог оснивања, АОБ је имао кључну улогу у развоју и популаризацији алпинизма у Србији и бившој Југославији. Чланови одсека су били носиоци активности и учесници у бројним пионирским успонима и првенственим смеровима на планинама широм Балкана. Кроз своју више од 70 година дугу историју, одсек је постао синоним за врхунску алпинистичку обуку, захтевне успоне и организацију експедиција.

### Хронолошки преглед (1951—1979)
Историјат одсека обележен је континуираном активношћу, од локалних вежбалишта до највиших светских врхова.

#### Педесете: Године оснивања и пионирски подухвати
Прва деценија рада била је обележена интензивним истраживањем и првим успонима на планинама широм Југославије. Већ 1951. године, чланови организују редовне вежбе на београдским вежбалиштима у Кошутњаку и Раковици. Исте године, на првом алпинистичком течају на Сувој планини, Звонимир Блазина, Добривоје Гаћеша и Иван Стојановић пењу прве смерове у стенама Трема и Рженца. Убрзо следе и први зимски успони у Проклетијама (Хајла, Крш Цврље). Лети се отвара ново пењалиште у Горњачкој клисури, где настају класични смерови у стени Малог Вукана, који ће деценијама служити за обуку нових генерација.
Године 1952. фокус се пребацује на Дурмитор, где група предвођена Живојином Градишаром и Иваном Стојановићем изводи други зимски успон на Боботов кук. Проклетијска Бјелуха постаје важна зимска база за бројне течајеве. Наредне, 1953. године, развија се и Алпинистички одсек студената (АОС), који отвара прву смер у кабларској стени – Студентску смер. Истовремено се отвара и пењалиште у Сићевачкој клисури. У Јулијским Алпима, чланови АОБ-а (Милан Матић, Звонимир Блазина) праве искорак пењући смерове петог степена тежине, попут Централне смере у Шпику.
Средином деценије, 1955. године, тежиште активности се преноси на Алпе. Растко Стојановић организује зимске течајеве у Крници, а Звонимир Блазина постиже један од највећих успеха тог доба – успон преко смера Комичи-Димаи у северној стени Чима Гранде у Доломитима. Године 1956. чланови АОБ-а, заједно са загребачким алпинистима, изводе прве значајне успоне у стенама Комова, а Звонимир Блазина и Војислав Попадић постају први Београђани који су попели Матерхорн.
Кључни догађај деценије збио се 1957. године, када почиње "ера Каранфила". Група алпиниста (Живојин Градишар, Бранко Котлајић, Бранислав Митрашиновић) систематски истражује и пење прве, изузетно тешке смерове у до тада нетакнутом масиву Каранфила у Проклетијама, попут Котловске смера и смера Раз престола. Ови подухвати остају забележени као једно од најважнијих поглавља у историји српског алпинизма. Деценија се завршава првим послератним српским успоном на Монблан (Иван Стојановић, 1959. године) и трагичном погибијом Бранислава Митрашиновића 1958. године.

#### Шездесете: Златно доба и освајање Алпа и Кавказа
Ова деценија представља период зрелости прве генерације и остваривање највиших алпинистичких домета тог времена. Године 1960. београдске навезе померају границе, пењући најтеже смерове шестог степена у Јулијским Алпима, попут Чоповог стебера у Триглаву (Милан Матић, Бранко Стефанац) и Асенбренерове у Травнику.
Настављају се истраживања и успони у Проклетијама, где се у Каранфилима пењу нове, изузетно тешке смерови попут смера Грапа копља (Милан Матић, 1965). Кулминација успеха на међународној сцени долази 1964. године, када Живојин Градишар и Звонимир Блазина учествују у југословенској експедицији на Кавказ. Тамо остварују врхунски резултат – пречење северног и јужног врха Ушбе, једног од најтежих и најпрестижнијих врхова Кавказа. Исте године, друге навезе из АОБ-а пењу се на највише врхове у групи Монте Роза и Монблан.
Током ове деценије изводе се и захтевна зимска гребенска пречења у Јулијским Алпима, попут пречења Мартуљкове скупине (Блазина, Меанџија, Мочилник, 1966). Деценија је, нажалост, обележена и трагедијом на Бјелашници 1962. године, где је у снежном невремену живот изгубио и члан АОБ-а Зоран Иванишин.

#### Седамдесете: Смена генерација и нови изазови
Почетак седамдесетих обележила је трагична погибија др Растка Стојановића 1972. године, што је био огроман губитак за цео клуб. У његову част, АОБ званично добија име Алпинистички одсек „Др Растко Стојановић“. Исте године, нова генерација алпиниста наставља са успесима – Жарко Гостовић са сплитским партнером Антом Бедаловим пење прву смер на врх Копље у Каранфилима, екстремне тежине.
Током ове деценије, фокус се помера ка удаљенијим дестинацијама. Године 1974. организује се експедиција у САД, где чланови АОБ-а пењу највиши врх САД (изузимајући Аљаску), Маунт Витни у Калифорнији. Исте године, Жарко Гостовић учествује у још једној експедицији на Кавказ. У Алпима се наставља са успонима, а Влада Миладиновић 1976. године пење Југов стебер у северној триглавској стени.
Крајем деценије, 1978. године, завршена је изградња Растковог бивака у Великој Калици на Дурмитору, који је подигнут добровољним радом чланова АОБ-а и пријатеља из других клубова, као трајно сећање на оснивача одсека. Активности се настављају како у домаћим планинама, тако и у Алпима, чиме се успешно премошћује смена генерација и поставља темељ за будуће успехе.

### Новија историја (после 2000. године)

#### Историјски успон на северној стени Ајгера (2025)
Дана 8. априла 2025. године, чланови националног тима Србије, међу којима су били и чланови АОБ-а Никола Ђурић, Душан Старинац, Игор Милошев и Милош Милановић,  заједно са селектором Предрагом Загорцем исписали су историју српског алпинизма. Две српске навезе истовремено су попеле северну стену Ајгера (3.967 m) у Швајцарској, и то преко чувене Хекмајер руте (Heckmair route). Овај успон представља један од највећих успеха српског алпинизма, с обзиром на то да северна стена Ајгера, уз Матерхорн и Гранд Жорас, чини "трилогију" или "три велика проблема Алпа" – три најзахтевније северне стене у Алпима. Успон је трајао три дана, у изузетно тешким зимским условима.

#### Успон на Денали (2025)
У мају 2025. године, члан АОБ-а Игор Милошев је, заједно са Марком Николићем (АО Авала), успешно извео успон на Денали (6.194 m) на Аљасци. Овај врх, највиши у Северној Америци, познат је по екстремно ниским температурама и суровим условима. Успон је реализован у експедицијском стилу, без помоћи водича, што представља значајан успех за српски алпинизам.

## Улога у српском алпинизму
Алпинизам у Србији је организован под окриљем Планинарског савеза Србије (ПСС), кроз Комисију за алпинизам (КА). Ова комисија је одговорна за дефинисање стандарда, организацију обука, вођење евиденције о успонима и звањима, као и за развој ове дисциплине на националном нивоу.
АОБ, као један од најутицајнијих одсека, активно учествује у раду Комисије и даје значајан допринос њеном функционисању. Инструктори и искусни чланови одсека често су укључени у креирање правилника о обуци, организацију републичких акција и алпинистичких табора. Систем обуке који је развијен у АОБ-у послужио је као темељ за национални програм обуке, што говори о угледу који одсек ужива у алпинистичкој заједници.

## Обука и систем напредовања
Једна од најважнијих делатности одсека јесте квалитетна и систематична обука будућих алпиниста. Процес постајања чланом одсека је структурисан и захтева посвећеност. Потенцијални чланови прво морају да се учлане у неко планинарско друштво, а затим да успешно заврше летњи и зимски почетни алпинистички течај у организацији АОБ-а.

### Летњи алпинистички течај
Летњи течај је први корак у алпинистичкој обуци и фокусиран је на савладавање техника пењања у сувој стени. Обука траје око месец дана и састоји се из два дела:
- Теоријски део: Предавања се одржавају у просторијама одсека у Београду. Полазници уче о историји алпинизма, планинарској и алпинистичкој опреми, чворологији, тактици пењања, оријентацији, метеорологији и првој помоћи.
- Практични део: Вежбе се организују на природним стенама у околини Београда (нпр. Кошутњак) и на вештачкој стени. Завршни део и испит се спроводе на некој од планина у Србији или региону (Дурмитор, Романија), где полазници, под надзором инструктора, пењу своје прве алпинистичке смерове.

### Зимски алпинистички течај
Зимски течај представља напреднији ниво обуке и припрема полазнике за кретање и пењање у зимским условима. Обука обухвата технике кретања по снегу и леду, употребу цепина и дереза, као и технике осигуравања у зимским условима. Посебна пажња посвећује се превенцији и препознавању опасности од лавина, као и изради бивака (склоништа у снегу). Практични део се најчешће одржава на планинама које пружају адекватне зимске услове.

### Систем звања
Напредовање у алпинизму је формализовано кроз систем звања који дефинише и верификује ПСС. Напредак зависи од броја и тежине испењаних смерова, као и од додатног усавршавања.
Звања у алпинизму су:
- Млађи алпинистички приправник (стиче се након успешно завршеног почетног течаја)
- Старији алпинистички приправник (стиче се након одређеног броја испењаних смерова различите тежине)
- Алпиниста (високо звање које захтева велико искуство, укључујући зимске и првенствене успоне)
- Алпинистички инструктор (највише звање, које оспособљава за вођење обука)

## Чланство и структура
АОБ окупља око 40 активних чланова различитих генерација. Према званичном списку Планинарског савеза Србије за 2022. годину, одсек има значајан број чланова са овереним звањима, што сведочи о континуираном раду на обуци и напредовању. Међу њима су носиоци свих звања, од млађих приправника до искусних алпиниста и инструктора.
Неки од активних чланова са верификованим звањима (према списку из 2022. и новијим успесима) укључују:
- Алпинистички инструктори: Предраг Загорац, Стеван Обрадовић
- Алпинисти: Никола Ђурић, Душан Старинац, Игор Милошев
- Старији алпинистички приправници: Срђан Боснић, Ивана Рогић, Александар Пешић, Душан Лазаревић, Милош Буха, Душан Стојчевић
- Млађи алпинистички приправници: Велики број чланова који су прошли почетне обуке, попут Дарка Даљевића, Драгана Ђокића, Драгана Медић, Ива Дебелића, Биљане Шкорић, Богдана Павковића, Бориса Станојевића, Немање Чизмића и других.[9]

Клуб функционише на волонтерској основи, где искуснији чланови својим радом и знањем доприносе развоју клуба и млађих генерација. Одсек поседује магацин са основном алпинистичком опремом која је на располагању полазницима течајева и члановима за прве успоне.